# 기자헌
기자헌(奇自獻, 1562년 ~ 1624년)은 조선시대 중기, 후기의 문신, 정치인이다. 사과(司果) 기응세(奇應世)의 아들로, 선조의 백형 하원군의 사위이다. 초명은 기자정으로 자는 사정(士靖), 호는 만전(晩全)이다. 본관은 행주(幸州). 군호는 덕평부원군(德平府院君).
1590년(선조 23년) 과거 급제 후 호조참판, 사헌부대사헌, 의정부우의정과 좌의정을 거쳐 대광보국숭록대부 의정부영의정, 영중추부사에 이르렀다. 동인 강경파, 대북 온건파 문신이다. 처음 당색은 동인이었으나 정철의 처벌을 놓고 당이 나뉠 때는 강경론을 지지하여 북인(北人)이 되었고, 북인이 다시 대북과 소북으로 나뉠 때는 대북(大北)에 가담했다. 대북 소속이었음에도 당론과는 생각을 달리하여 인목왕후 폐모론에 반대하여 불이익을 받았으나 인조 반정 때 반정에 불응했다 하여 수감된 뒤 이괄의 난에 협조할 우려가 있다는 이유로 전격 처형당하였다.
임진왜란 때의 의병 활동 공로로 1604년(선조 37년) 선무원종공신 1등(宣武原從功臣一等)에 녹훈되고, 1604년에는 유영경의 옥사에 참여한 공로로 정운원종공신 1등에 녹훈됐다. 덕흥대원군의 손녀사위이다.

## 생애

### 초기 활동
기대항의 손자로, 명종 때의 성리학자 기대승은 재종조부뻘이 된다. 할아버지 기대항은 1563년 심의겸의 청으로 이량 등 훈구파를 탄핵하여 훈구파 몰락의 신호탄을 연 인물이다.
1582년 성균관에 입학하여 유생이 되고 동인으로 생활하다 1589년(선조 27) 정여립의 옥사 때 2천 여 명의 동인 인사를 숙청한 위관 송강 정철에게 반감을 갖고, 정철의 처벌 문제를 놓고 당이 나뉠 때는 강경론을 지지하여 이산해, 우성전 등과 북인이 되었다.

### 정치 활동

#### 광해군 즉위를 지지
1590년 증광문과에 병과로 급제하였다. 정언을 거쳐 1595년에 당상관에 올라서 동부승지, 우부승지 등을 거쳤고 1597년 병조참지로 진하사에 임명되어 명나라에 다녀오고 우승지, 좌승지, 강원도관찰사 등을 거쳐서 1600년 부제학에 승진되었다. 이후 병조참의, 예조참의, 예조참판, 이조참판, 경기도관찰사 등을 했다.
그는 북인 내에서도 이산해와 원수였는데, 변경윤을 시켜 이산해 부자의 행태를 폭로하게 하여 이산해 일파를 몰락시켰다. 그런데 이때 기자헌에게 미움을 받았던 목장흠(睦長欽) 형제는 이산해의 당파가 아닌데도 같이 탄핵당했다.
1604년(선조 37년) 선무원종공신 1등(宣武原從功臣一等\)에 녹훈되었다.
1604년 사헌부대사헌에 발탁되고 거듭 승진해 공조판서, 병조판서, 예조판서, 이조판서를 거쳐서 우의정과 좌의정으로 승진했으며 이때 소북의 유영경 등이 영창대군을 앞세워 광해군의 즉위를 저지하려 하자 그는 광해군을 적극적으로 지지했다. 선조가 광해군을 폐하고 영창대군을 세자로 삼으려 하자 이를 끝까지 반대하여 광해군이 왕위에 오르게 했다.
1608년(광해군 즉위) 유영경의 옥사 직후 정운원종공신 1등(定運功臣一等)에 책록되었다.

#### 광해군 시절
광해군 때 집권 대북에 속해 있었으나 1611년 대북파의 전횡이 지나치다고 하여 사직했다가 중추부판사에 전임되었다.
이때를 전후하여 방납 브로커 행세를 해서 상당한 치부를 했다. 1614년(광해군 6) 영의정이 되었고 1617년 폐모론이 일어나자 그 불가함을 극간으로 알리다가 문외출송되었다. 1620년 광해군의 특지로 덕평부원군(德平府院君)에 봉해지고 중추부영사가 되었으나 사절했다. 인목대비의 폐위 때 당론과 달리 적극 반대한 죄로, 관직을 삭탈당하고 함경북도 길주로 유배되었다. 이 때문에 인조반정이 성공한 이후 대북이면서도 살아남았다.
1623년 인조반정을 모의할 때 김유와 이귀 등이 의사로 타진해 오자 신하로서 왕을 폐할 수 없다하여 거절하였다. 그의 이러한 면모는 1506년 중종반정 당시 박원종의 거사 제안을 거절했다가 수각교에서 격살당한 충신 신수근의 경우와 유사하다.

#### 허균과의 갈등
한편 인목대비 폐비에 적극 찬성하던 인물 중 허균과 갈등하게 되었다. 허균은 이이첨, 정인홍보다도 더 인목대비 폐모론에 앞장섰고 이를 반대하던 기자헌과 수시로 갈등했다. 인목대비 폐비는 결정되고 그는 길주로 유배되었다. 이후 그의 아들 기준격은 기자헌의 유배를 허균의 짓으로 보고 그를 공격, 부친을 구하기 위해 비밀상소를 올리고 “허균이 역모를 꾸몄다”고 주장하면서 파란이 일어난다. 바로 허균도 상소를 올려 자신은 아무 관련이 없음을 변명하였다.
1617년 12월 12일 이후 허균은 의정부좌참찬에 올랐지만 기준격 등은 계속 상소를 올려 그가 역모를 꾸민다고 공격한다. 1618년 1월 기준격은 계속 상소를 올려 허균을 공격했고, 1618년 1월 좌참찬이 되고 그 역시 자신이 역모와 무관하다며 해명을 한다. 결국 그해 2월 우의정 한효순 등이 2품 이상의 대신들을 이끌고 허균과 기자헌을 추국하고 문제를 종결시킬 것을 청한다. 허균도 자신을 변호하는 맞상소를 올리는데 광해군은 웬일인지 진상을 조사하지 않고 묻어두었다. 한편 이 일로 일각에서는 기자헌을 탄핵하는 상소를 계속 올렸다.
그런데 세자의 세자빈 있던 이이첨의 외손녀가 아기를 낳지 못하자 허균의 딸이 세자의 후궁으로 간택되었고, 이때부터 이이첨은 허균을 제거대상으로 보게 된다. 그뒤 1618년 8월10일 남대문에 “포악한 임금을 치러 하남 대장군인 정아무개가 곧 온다…”는 내용의 벽서가 붙는 사건이 발생한다. 1618년 8월 남대문 격문은 허균의 심복 현응민(玄應旻)이 붙였다고 한다. 1618년 기준격이 상소를 올려 허균이 왕의 신임을 얻은 것을 기화로 반란을 계획한다고 모함하고, 허균이 반대 상소를 올렸으나 허균에게는 계속 국문이 열렸고 그때마다 무수한 고문이 가해졌다. 결국 허균과 기준격을 대질 심문시킨 끝에 역적모의를 하였다고 응하게 되고, 그의 심복들과 함께 능지처참형을 당한다.

### 인조 반정과 사형
1623년 인조반정이 성공하자 남인 이원익 등의 추천으로 부름을 받았으나, 그는 폐주 광해군을 모셨던 사람으로서 옛 주인을 배신할 수 없다며 사양하고 물러났다. 그러나 인조는 그가 다른 마음을 먹고 있다고 의심하고 혐의를 입증할 만한 물증 없이 그를 의금부 감옥에 가두었다.
인조가 구신(舊臣)을 부를 때 응하지 않은 혐의로 옥에 갇혀 있던 중 1624년 1월 25일 이괄의 난이 일어나 한성이 점령될 위기에 처하자 이괄과 내통할 우려가 있다는 이유로 집권 서인에 의해 48명의 정치범과 함께 능지처참되었다. 당초 사약을 내렸으나 능지처참으로 변경되었다. 당시 좌찬성 이귀(李貴)는 죄가 있다면 국문해서 죄를 밝히고 유배보내거나 사형시키자고 했으나, 판의금 김류(金瑬)는 내통의 우려가 있으니 죽이자고 청하였다. 그밖에 김자점 등도 이들의 처형을 상주하였다. 사형된 이들 중에는 그 외에도 아들 기순격(奇順格)이 있었다. 이때 일족들 역시 모두 사형에 처해졌다. 이후에 이원익, 이귀 등의 상소로 신원, 복구되었다.
그가 처형된 뒤 동생 기윤헌, 아들 기준격(奇俊格) 등도 투옥되었고, 기윤헌은 혐의를 승복하지 않다가 형장을 맞다가 죽고 아들 기준격은 처형되었다.

## 기타
그의 사촌 형제 기익헌(奇益獻)이 이괄의 난 때 이괄에게 협력하였으므로 그의 가족에게도 화가 미쳤다.
실록에 의하면 도량이 관대하고 일 처리가 주밀했다는 평도 있다.

## 가족관계
- 할아버지 : 기대항(奇大恒, 1519 ~ 1564)
  - 아버지 : 기응세(奇應世)
  - 어머니 : 선산 임씨(善山 林氏) - 임백령(林百齡)의 딸
    - 부인 : 부부인 전주 이씨 희령(府夫人 全州李氏 稀齡, 1563년 - 몰년 미상) - 선조의 형 하원군의 장녀
      - 장남 : 기준격(奇俊格, 1594년 - 1624년)
      - 차남 : 기순격(奇順格, ? ~ 1624)
      - 삼남 : 기신격(奇愼格)
      - 사남 : 기민격(奇敏格)
      - 장녀 : 이지선(李志宣)에게 출가.

    - 동생: 기윤헌(奇允獻, ? - 1624년, 형 기자헌 등과 함께 살해당함)
      - 조카 : 기수발(奇秀發)

    - 동생: 기통헌(奇通獻)

### 가계도
|  |  |  |  |                 |                 |                 |                 |                 |                 | 기대항          |                 |                 |                 |                 |                 |                 |                 |             |             |                 |                 |                 |                 |                 |                 |        |        |                 |                 |                 |                 |                 |                 |  |  |      |      |      |      |      |      |  |  |                 |                 |                 |                 |                 |                 |  |  |                 |                 |                 |                 |                 |                 |  |  |
|  |  |  |  |                 |                 |                 |                 |                 |                 |                 |                 |                 |                 |                 |                 |                 |                 |             |             |                 |                 |                 |                 |                 |                 |        |        |                 |                 |                 |                 |                 |                 |  |  |      |      |      |      |      |      |  |  |                 |                 |                 |                 |                 |                 |  |  |                 |                 |                 |                 |                 |                 |  |  |
|  |  |  |  |                 |                 |                 |                 |                 |                 | 기응세 (奇應世) | 기응세 (奇應世) | 기응세 (奇應世) | 기응세 (奇應世) | 기응세 (奇應世) | 기응세 (奇應世) |                 |                 | 임백령의 딸 | 임백령의 딸 | 임백령의 딸     | 임백령의 딸     | 임백령의 딸     | 임백령의 딸     |                 |                 | 하원군 | 하원군 | 하원군          | 하원군          | 하원군          | 하원군          |                 |                 |  |  |      |      |      |      |      |      |  |  |                 |                 |                 |                 |                 |                 |  |  |                 |                 |                 |                 |                 |                 |  |  |
|  |  |  |  |                 |                 |                 |                 |                 |                 | 기응세 (奇應世) | 기응세 (奇應世) | 기응세 (奇應世) | 기응세 (奇應世) | 기응세 (奇應世) | 기응세 (奇應世) |                 |                 | 임백령의 딸 | 임백령의 딸 | 임백령의 딸     | 임백령의 딸     | 임백령의 딸     | 임백령의 딸     |                 |                 | 하원군 | 하원군 | 하원군          | 하원군          | 하원군          | 하원군          |                 |                 |  |  |      |      |      |      |      |      |  |  |                 |                 |                 |                 |                 |                 |  |  |                 |                 |                 |                 |                 |                 |  |  |
|  |  |  |  |                 |                 |                 |                 |                 |                 |                 |                 |                 |                 |                 |                 |                 |                 |             |             |                 |                 |                 |                 |                 |                 |        |        |                 |                 |                 |                 |                 |                 |  |  |      |      |      |      |      |      |  |  |                 |                 |                 |                 |                 |                 |  |  |                 |                 |                 |                 |                 |                 |  |  |
|  |  |  |  |                 |                 |                 |                 |                 |                 |                 |                 |                 |                 |                 |                 |                 |                 |             |             |                 |                 |                 |                 |                 |                 |        |        |                 |                 |                 |                 |                 |                 |  |  |      |      |      |      |      |      |  |  |                 |                 |                 |                 |                 |                 |  |  |                 |                 |                 |                 |                 |                 |  |  |
|  |  |  |  |                 |                 |                 |                 |                 |                 |                 |                 |                 |                 |                 |                 |                 |                 |             |             |                 |                 |                 |                 |                 |                 |        |        |                 |                 |                 |                 |                 |                 |  |  |      |      |      |      |      |      |  |  |                 |                 |                 |                 |                 |                 |  |  |                 |                 |                 |                 |                 |                 |  |  |
|  |  |  |  |                 |                 |                 |                 |                 |                 |                 |                 |                 |                 |                 |                 |                 |                 |             |             |                 |                 |                 |                 |                 |                 |        |        |                 |                 |                 |                 |                 |                 |  |  |      |      |      |      |      |      |  |  |                 |                 |                 |                 |                 |                 |  |  |                 |                 |                 |                 |                 |                 |  |  |
|  |  |  |  |                 |                 |                 |                 |                 |                 |                 |                 |                 |                 | 기자헌          | 기자헌          | 기자헌          | 기자헌          | 기자헌      | 기자헌      |                 |                 |                 |                 |                 |                 | 이희령 | 이희령 | 이희령          | 이희령          | 이희령          | 이희령          |                 |                 |  |  |      |      |      |      |      |      |  |  | 기윤헌 (奇允獻) | 기윤헌 (奇允獻) | 기윤헌 (奇允獻) | 기윤헌 (奇允獻) | 기윤헌 (奇允獻) | 기윤헌 (奇允獻) |  |  | 기통헌 (奇通獻) | 기통헌 (奇通獻) | 기통헌 (奇通獻) | 기통헌 (奇通獻) | 기통헌 (奇通獻) | 기통헌 (奇通獻) |  |  |
|  |  |  |  |                 |                 |                 |                 |                 |                 |                 |                 |                 |                 | 기자헌          | 기자헌          | 기자헌          | 기자헌          | 기자헌      | 기자헌      |                 |                 |                 |                 |                 |                 | 이희령 | 이희령 | 이희령          | 이희령          | 이희령          | 이희령          |                 |                 |  |  |      |      |      |      |      |      |  |  | 기윤헌 (奇允獻) | 기윤헌 (奇允獻) | 기윤헌 (奇允獻) | 기윤헌 (奇允獻) | 기윤헌 (奇允獻) | 기윤헌 (奇允獻) |  |  | 기통헌 (奇通獻) | 기통헌 (奇通獻) | 기통헌 (奇通獻) | 기통헌 (奇通獻) | 기통헌 (奇通獻) | 기통헌 (奇通獻) |  |  |
|  |  |  |  |                 |                 |                 |                 |                 |                 |                 |                 |                 |                 |                 |                 |                 |                 |             |             |                 |                 |                 |                 |                 |                 |        |        |                 |                 |                 |                 |                 |                 |  |  |      |      |      |      |      |      |  |  |                 |                 |                 |                 |                 |                 |  |  |                 |                 |                 |                 |                 |                 |  |  |
|  |  |  |  |                 |                 |                 |                 |                 |                 |                 |                 |                 |                 |                 |                 |                 |                 |             |             |                 |                 |                 |                 |                 |                 |        |        |                 |                 |                 |                 |                 |                 |  |  |      |      |      |      |      |      |  |  |                 |                 |                 |                 |                 |                 |  |  |                 |                 |                 |                 |                 |                 |  |  |
|  |  |  |  |                 |                 |                 |                 |                 |                 |                 |                 |                 |                 |                 |                 |                 |                 |             |             |                 |                 |                 |                 |                 |                 |        |        |                 |                 |                 |                 |                 |                 |  |  |      |      |      |      |      |      |  |  |                 |                 |                 |                 |                 |                 |  |  |                 |                 |                 |                 |                 |                 |  |  |
|  |  |  |  | 기준격 (奇俊格) | 기준격 (奇俊格) | 기준격 (奇俊格) | 기준격 (奇俊格) | 기준격 (奇俊格) | 기준격 (奇俊格) |                 |                 | 기순격 (奇順格) | 기순격 (奇順格) | 기순격 (奇順格) | 기순격 (奇順格) | 기순격 (奇順格) | 기순격 (奇順格) |             |             | 기신격 (奇愼格) | 기신격 (奇愼格) | 기신격 (奇愼格) | 기신격 (奇愼格) | 기신격 (奇愼格) | 기신격 (奇愼格) |        |        | 기민격 (奇敏格) | 기민격 (奇敏格) | 기민격 (奇敏格) | 기민격 (奇敏格) | 기민격 (奇敏格) | 기민격 (奇敏格) |  |  | 장녀 | 장녀 | 장녀 | 장녀 | 장녀 | 장녀 |  |  | 기수발 (奇秀發) | 기수발 (奇秀發) | 기수발 (奇秀發) | 기수발 (奇秀發) | 기수발 (奇秀發) | 기수발 (奇秀發) |  |  |                 |                 |                 |                 |                 |                 |  |  |

가계도 각주
1. ↑  덕흥대원군의 장남
2. ↑  부부인 전주 이씨 희령(府夫人 全州李氏 稀齡, 1563년 - 몰년 미상) - 선조의 형 하원군의 장녀
3. ↑  기윤헌(奇允獻, ? - 1624년, 형 기자헌 등과 함께 살해당함)
4. ↑  기준격(奇俊格, 1594년 - 1624년)
5. ↑  이지선(李志宣)에게 출가.

## 같이 보기
| - 하원군 - 덕흥대원군 - 동인 - 북인 - 대북 - 소북 - 정여립의 옥사 - 김직재의 옥사 - 인조반정 - 이발 - 정여립 - 안정복 - 기순격 - 선조 - 광해군 - 조식 - 정철 - 영창대군 - 이경익 - 임해군 | - 정인홍 - 임진왜란 - 신경희의 옥사 - 인조 반정 - 이괄의 난 - 김효원 - 우성전 - 유성룡 - 유영경 - 유몽인 - 이산해 - 이이첨 - 인목왕후 - 유자신 - 정인홍 - 이충 - 이명 - 이잠 - 김개시 | - 허균 - 이황 - 이이 - 송익필 - 성혼 - 정철 - 도산사 |

## 참고 문헌
- 선조실록
- 광해군일기
- 인조실록
- 대동야승